# Damon P. Little
Damon P. Little ( n. 1975) es un botánico estadounidense, con especialización en sistemática de plantas y evolución, y bioinformática 	
Desarrolla actividades académicas como curador asistente de Bioinformática, en el Instituto de Botánica Sistemática, y el Programa Cullman de Estudios de Sistemática Molecular. Obtuvo su Ph.D., por la Cornell University, Ithaca, en 2005, defendiendo su tesis "Evolution and circumscription of the true cypresses (Cupressaceae: Cupressus and Callitropsis): a combined molecular and morphological approach"

## Algunas publicaciones
- a. Tehler, d.p. Little, j.s. Farris. 2003a. The full–length phylogenetic tree from 1551 ribosomal sequences of chitinous fungi. Mycological Res. 107 (8): 901–916

- d.p. Little, d.s. Barrington. 2003b. Major evolutionary events in the origin and diversification of the fern genus Polystichum (Dryopteridaceae). Am. J. of Botany 90 (3): 508–514

- ----------------. 2004. Documentation of hybridization between Californian cypresses: Cupressus macnabiana × sargentii. Systematic Botany 29 (4): 825–833

- ----------------, a.e. Schwarzbach, r.p. Adams, c.f. Hsieh. 2004. The circumscription and phylogenetic relationships of Callitropsis and the newly described genus Xanthocyparis (Cupressaceae). Am. J. of Botany 91 (11): 1872–1881

- j.i. Davis, k.c. Nixon, d.p. Little. 2005. The limits of conventional cladistic analysis. pp. 119–147 en V. A. Albert, ed. Parsimony, Phylogeny, and Genomics. Oxford: Oxford University Press

- d.p. Little. 2006. Evolution and circumscription of the true cypresses (Cupressaceae: Cupressus). Systematic Botany 31 (3): 461–480

- ----------------, g.s. Hall. 2006. polySNP: an analysis tool for quantitative sequencing. Programa distribuido por los autores

- ----------------, d.wm. Stevenson. 2007. A comparison of algorithms for identification of specimens using DNA barcodes: examples from gymnosperms. Cladistics 23 (1): 1–21 [cubierta ilustrada]

- ----------------, r.c. Moran, e.d. Brenner, d.wm. Stevenson. 2007. Nuclear genome size in Selaginella. Genome 50 (4): 351–356

### Libros
- d.p. Little. 2005. Evolution and circumscription of the true cypresses (Cupressaceae: Cupressus and Callitropsis): a combined molecular and morphological approach. Editor Cornell University, 634 pp.

## Membresías
Miembro de
- La abreviatura «M.P.Little» se emplea para indicar a Damon P. Little como autoridad en la descripción y clasificación científica de los vegetales.[3]